# María Eugenia Riascos
María Eugenia Riascos Rodríguez (Armenia, Colombia, 20 de junio de 1962) es una abogada y política colombiana. 

## Biografía
Riascos es abogada de la Universidad Libre de Cúcuta, se especializó en Derecho Público y Alta Gerencia. Tiene un diplomado en Hermenéutica Jurídica y es Especialista en Gestión Pública de la Escuela Superior de Administración Pública.
Fue coordinadora del Sistema de salud y de subsidio del Gobierno Nacional (Sisben) durante la administración de Ramiro Suárez Corzo. Recibió el premio de Mujer Cafam 2006 de Norte de Santander. Perteneció a la Policía Nacional de Colombia.
Laboró como Agente Profesional Especial en la Policía Nacional, luego fue directora de la Imprenta Departamental en la Gobernación de Norte de Santander. Trabajó en el Sisben como directora durante cuatro años y 6 meses para luego pasar a la Secretaría de Turismo en la Alcaldía de Cúcuta; estando allí pasó a ser la directora del Departamento Administrativo.
Fue elegida el 28 de octubre de 2007 como Alcaldesa de Cúcuta para el período 2008-2011 tras derrotar al ex-viceministro Luis Hernando Angarita por cerca de 7.000 votos, con 99.763 electores. Riascos ganó con el apoyo de una gran coalición política que se conformó a su alrededor, la cual estuvo liderada por el senador Juan Manuel Corzo Román, el senador Carlos Emiro Barriga, el gobernador Miguel Morelli, el exsenador Félix Salcedo Baldion, así como por 12 concejales de Cúcuta y los líderes más destacados del llamado Ramirismo y del senador Manuel Guillermo Mora Jaramillo. María Eugenia Riascos se presentó a la campaña como una líder social independiente, pero rápidamente amasó un gran apoyo político y económico para su campaña.
El jueves, 21 de mayo de 2008 la alcaldesa estableció su posición respecto a la venta de la electrificadora de Norte de Santander (conocida comercialmente como CENS), ya que la consideró nociva para los intereses e integralidad de los ciudadanos de Cúcuta.

“El hecho de que el Gobierno Nacional esté apoyando o vaya a respaldar planes e iniciativas de la actual administración municipal de Cúcuta, no quiere decir que tengamos que estar de acuerdo con decisiones que nos perjudican”
Maria Eugenia Riascos

## Críticas
- Casos de corrupción como el del "Parque Bavaria"
- Falta de mantenimiento en las vías de la ciudad.
- Falta de gestión ante el gobierno nacional.
- No ejecución de obras significativas de infraestructura.

El 85% de la población cucuteña desaprueba su gestión como alcaldesa del municipio de Cúcuta, debido a su falta de interés con respecto a la economía Cúcuteña que se vio afectada en el año 2011. Críticas alcanzaron al tope durante los últimos dos años de su gestión debido a la compra de un lujoso carro, y además, dejó como legado de su mandato la remodelación del parque Santander con muchas dudas sobre el verdadero costo de dicha adecuación.